# La Seyne-sur-Mer
La Seyne-sur-Mer [la sɛn syʁ mɛʁ] (okzitanisch La Sanha de Mar) ist eine französische Stadt mit 62.905 Einwohnern (Stand 1. Januar 2022) an der Mittelmeerküste (Côte d’Azur) im Département Var in der Region Provence-Alpes-Côte d’Azur. Sie liegt südwestlich von Toulon und ist nach ihr bevölkerungsmäßig die zweitgrößte Gemeinde im Département. Die Stadt besteht aus den beiden Kantonen La Seyne-sur-Mer und Saint-Mandrier-sur-Mer im Arrondissement Toulon.

## Geschichte

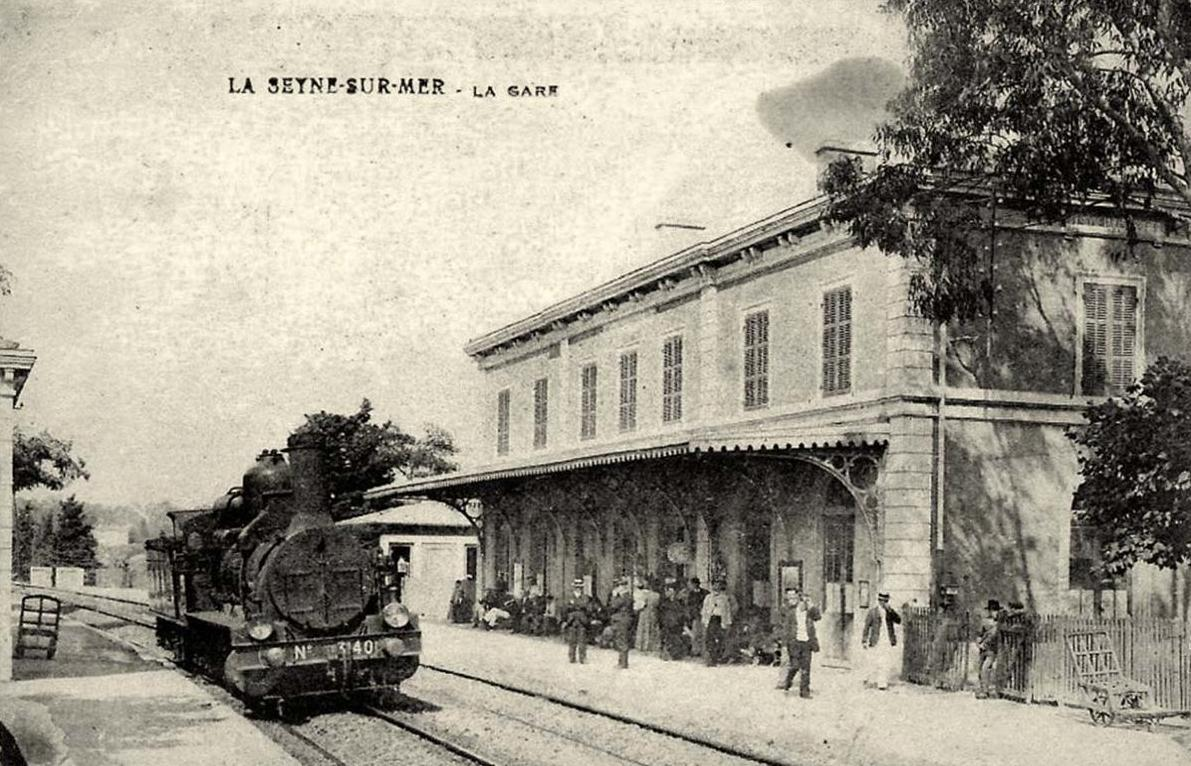
Bahnhof La Seyne-sur-Mer um 1905

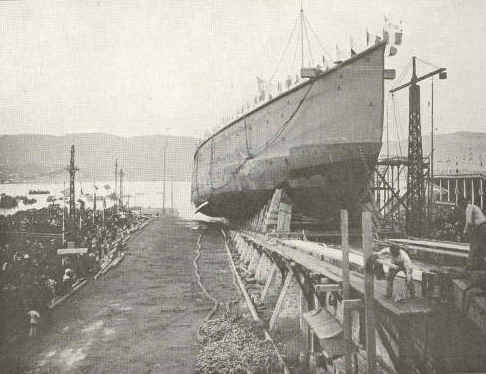
1909: Stapellauf des Schlachtschiffs Voltaire auf der Werft Forges et Chantiers de la Méditerranée (FCM)

Im Mittelalter existierte an der Stelle des heutigen La Seyne-sur-Mer lediglich ein kleines Dorf an der Stelle eines La Sagno genannten natürlichen Hafens. Unter Ludwig XIV. wurde dieser Hafen in den Ausbau des Kriegshafens Toulon mit einbezogen. Neue Forts entstanden und die Einwohnerzahl wuchs, sodass der König der Gemeinde im Jahr 1657 das Stadtrecht und im Jahr 1700 das Recht, ein Wappen zu führen, verlieh. 1691 wurde ein Handels- und Fischereihafen eingerichtet; 1711 kam eine erste Werft hinzu. Auch Napoleon Bonaparte sorgte durch den Bau eines zusätzlichen Forts im Jahr 1811 (das heutige „Fort Napoléon“) für einen weiteren Entwicklungsschub. Ab 1853 wurden auf der Werft Forges et Chantiers de la Méditerranée (FCM) Eisenschiffe gefertigt; der Betrieb ging Mitte 1966 nach dem Bau der RMS Sagafjord in die Insolvenz. 1859 erhielt die Stadt Anschluss an das französische Eisenbahnnetz. Die Entwicklung hielt auch im 20. Jahrhundert unvermindert an: Während 21.002 Menschen im Jahr 1901 in der Stadt lebten, sind es heute etwa dreimal so viel.

## Sehenswürdigkeiten

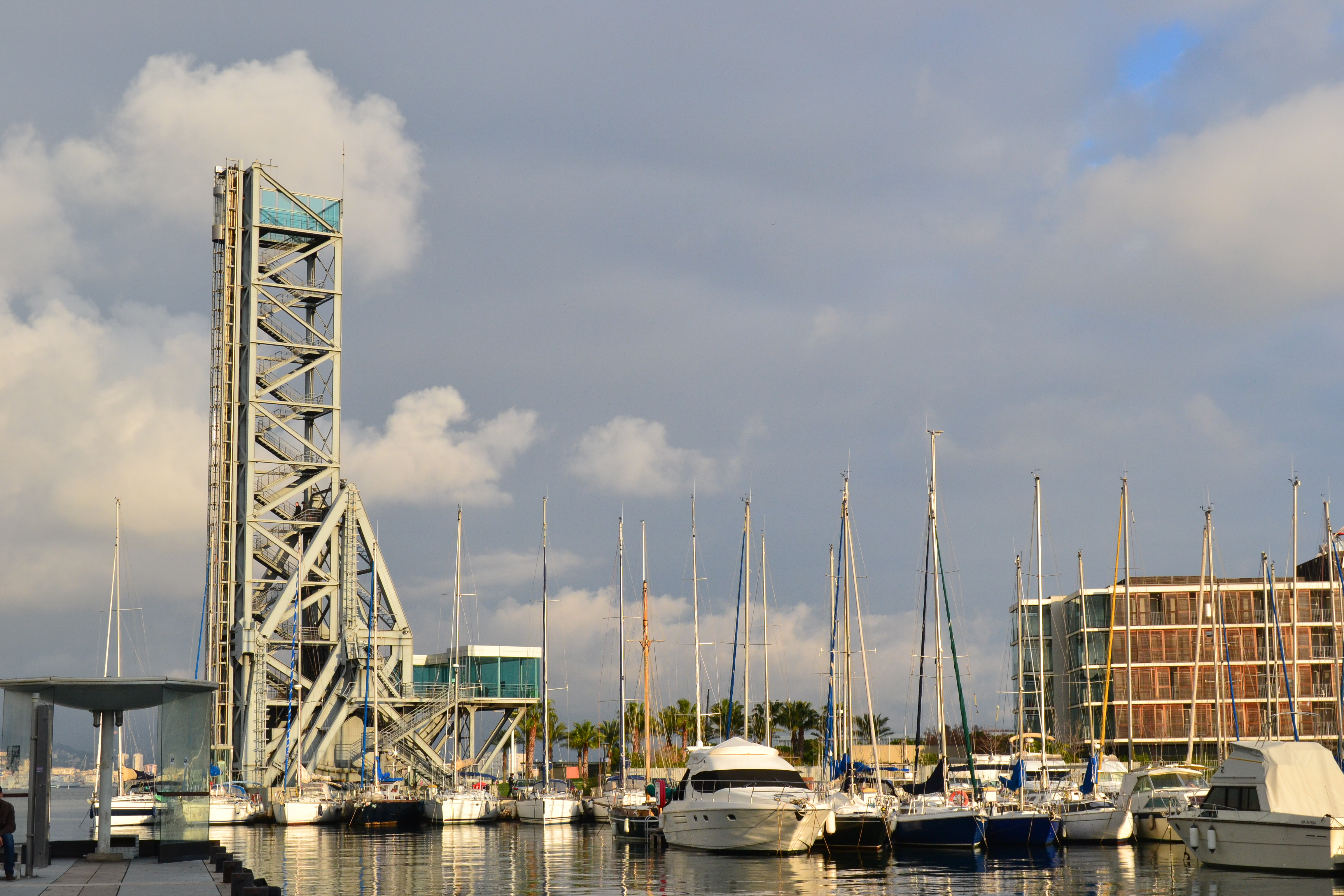
Ehemalige Eisenbahnbrücke Pont basculant de la Seyne-sur-Mer

- An Sehenswürdigkeiten sind vor allem die Festungsbauten zu nennen, insbesondere das Fort Balaguier aus dem Jahr 1636, das auch ein Schifffahrtsmuseum enthält, sowie die Forts de l’Éguillette und Napoléon und die Batterie de Peyras.

- Sehenswert ist auch die ehemals hochklappbare Eisenbahnbrücke Pont basculant de la Seyne-sur-Mer über die Hafeneinfahrt aus dem Jahr 1917. Seit 2009 dient deren senkrecht gestelltes bewegliches Tragwerkteil als Aussichtsturm; die Aussichtsplattform in 42 m Höhe kann mithilfe eines Aufzugs erreicht werden.

- Ein beliebtes Ausflugsziel sind die Sablettes, eine Dünenlandschaft mit einzelnen Grünflächen auf der Halbinsel Saint-Mandrier.

- Im meeresbiologischen Institut Michel Pacha (in einem neomaurischen Palast), werden auch die Daten des Neutrinoteleskops Antares ausgewertet.

## Verkehr
An der Bahnstrecke Marseille–Ventimiglia liegt der Bahnhof La Seyne-Six-Fours, der 1859 von der Compagnie des chemins de fer de Paris à Lyon et à la Méditerranée (PLM) eröffnet wurde. Aktuell wird er von Regionalzügen des TER Provence-Alpes-Côte d’Azur bedient.

## Persönlichkeiten
Aus La Seyne-sur-Mer stammen folgende Persönlichkeiten:
- Pierre Moustiers (1924–2016), Schriftsteller
- Pierre Sim (1929–2020), Jazzmusiker
- Henri Tisot (* 1937), Schauspieler
- Robert Andreozzi (1932–2020), Opernsänger (Tenor)
- Frédéric Meyrieu (* 1968), Fußballspieler
- Amar Boumilat (* 1975), Fußballspieler
- Marc Zanotti (* 1975), Fußballspieler
- Bafétimbi Gomis (* 1985), Fußballspieler
- Jonathan Delaplace (* 1986), Fußballspieler
- Kévin Bonnefoi (* 1991), Handballspieler
- Christophe Laporte (* 1992), Radsportler
- Nampalys Mendy (* 1992), Fußballspieler
- Gaël Fickou (* 1994), Rugby-Union-Spieler
- Ayoub Amraoui (* 2004), marokkanisch-französischer Fußballspieler